# Pseudoasthenocormus retrodorsalis
Pseudoasthenocormus retrodorsalis è un pesce osseo estinto, appartenente ai pachicormiformi. Visse nel Giurassico superiore (Kimmeridgiano - Titoniano, circa 152 - 148 milioni di anni fa) e i suoi resti fossili sono stati ritrovati in Germania.

## Descrizione
Di grandi dimensioni, questo pesce superava facilmente il metro di lunghezza. Come molti altri generi simili, Pseudoasthenocormus possedeva un corpo robusto e compatto, anche se generalmente più snello rispetto ad Asthenocormus. 
Come indicato dall'epiteto specifico, la pinna dorsale è arretrata, si origina appena dietro quella anale, ed è molto più breve rispetto a quest'ultima. La pinna dorsale è composta da pochi raggi, che posteriormente diminuiscono di dimensione. La pinna anale è diventata indipendente, con i raggi (circa 30) che partono quasi verticalmente dagli archi emali. Il palato era dotato di piccoli denti conici leggermente ricurvi. Lungo il margine anteriore delle mascelle erano presenti denti più grandi con basi compresse lateralmente.

## Classificazione
I primi fossili di questo animale, rinvenuti nel famoso giacimento di Solnhofen, vennero descritti nel 1914 da Eastman, che li attribuì a una nuova specie del genere Asthenocormus (A. retrodorsalis). Solo nel 1999 Lambers ridescrisse la specie, attribuendola a un genere a sé stante (Pseudoasthenocormus).  
Questo animale, così come l'affine Asthenocormus, era un rappresentante di grandi dimensioni dei pachicormiformi, un gruppo di pesci ossei vicini all'origine dei teleostei e comprendente alcuni dei più antichi pesci filtratori. 